# ONE Friday Fights 46
ONE Friday Fights 46: Tawanchai vs. Superbon (también conocido como ONE Lumpinee 46) fue un evento de deportes de combate producido por ONE Championship llevado a cabo el 22 de diciembre de 2023, en el Lumpinee Boxing Stadium en Bangkok, Tailandia.

## Historia
Una pelea por el Campeonato Mundial de Muay Thai de Peso Pluma de ONE entre el actual campeón Tawanchai P.K. Saenchai y el ex-Campeón Mundial de Peso Pluma de ONE Superbon Singha Mawynn encabezó el evento. El par estaba porogramado para encabezar ONE Fight Night 15, pero Superbon fue obligado a retirarse por una lesión de pierna. La pelea fue reprogramada para encabezar ONE Fight Night 17, pero Tawanchai se retiró de la pelea al ser hospitalizado con una infección viral.
Una pelea de unificación por el Campeonato Mundial de Muay Thai de Peso Paja de ONE entre el actual campeón Joseph Lasiri y el campeón interino Prajanchai P.K.Saenchai se llevó a cabo en el evento. El par se enfrentó previamente en ONE 157, con Lasiri ganando el título por TKO (retiro) en el tercer asalto.
Una pelea por el Campeonato Mundial Interino de Kickboxing de Peso Átomo Femenino de ONE entre la ex-Campeona de Peso Supergallo Femenino de Glory Anissa Meksen y Petchjeeja Lukjaoporongtom se llevó a cabo en el evento.

## Resultados
1. ↑  Por el Campeonato Mundial de Muay Thai de Peso Pluma de ONE.
2. ↑  Por el Campeonato Mundial de Muay Thai de Peso Paja de ONE.
3. ↑  Por el Campeonato Mundial Interino de Kickboxing de Peso Átomo Femenino de ONE.

## Bonificaciones
Los siguientes peleadores recibieron bonos.
- Actuación de la Noche ($50.000): Prajanchai P.K.Saenchai
- Actuación de la Noche ($10.000): Kulabdam Sor.Jor.Piek-U-Thai, Jawsuayai Sor.Dechaphan, Phetsukumvit Boybangna, Suablack Tor.Pran49, Chorfah Tor.Sangtiennoi y Suriyanlek Por.Yenying